# Uppbördskommissarie
Uppbördskommissarie var i Sverige titeln på en tjänsteman vid överståthållarämbetet i Stockholm, med uppgift att debitera, samla in och redovisa krono- och kommunalutskyld, det vill säga skattemedel.